# Приозёрное (Забайкальский край)
Приозёрное — село в Борзинском районе Забайкальского края России. Административный центр сельского поселения «Приозёрное». Основано в 1946 году.

## География
Село находится в южной части Забайкальского края, к западу от озера Харанор, на расстоянии примерно 17 км (по прямой) к северо-западу от города Борзя, административного центра района.
Климат
Климат характеризуется как резко континентальный с продолжительной морозной и малоснежной зимой и тёплым (временами жарким), неравномерно увлажнённым летом. Средняя температура воздуха самого холодного месяца (января) составляет от −26 °C до −29 °C; средняя температура самого тёплого месяца (июля) — 19 — 21 °C. Среднегодовое количество атмосферных осадков составляет 250—310 мм.
Часовой пояс
Село Приозёрное находится в часовой зоне МСК+6. Смещение применяемого времени относительно UTC составляет +9:00.

## Население
| 1989 | 2002 | 2010 | 2021 |
| ---- | ---- | ---- | ---- |
| 535  | ↘491 | ↘358 | ↘257 |

Половой состав
По данным Всероссийской переписи населения 2010 года, в гендерной структуре населения мужчины составляли 47,8 %, женщины — соответственно 52,2 %.
Национальный состав
Согласно результатам переписи 2002 года, в национальной структуре населения буряты составляли 55 % из 491 чел., русские — 44 %.

## Улицы
- ул. Гагарина,
- ул. Метелица,
- ул. Нагорная,
- ул. Степная,
- ул. Школьная[8].

## Инфраструктура
В селе функционируют основная общеобразовательная школа и фельдшерско-акушерский пункт.